# Jakob Gyllenborg

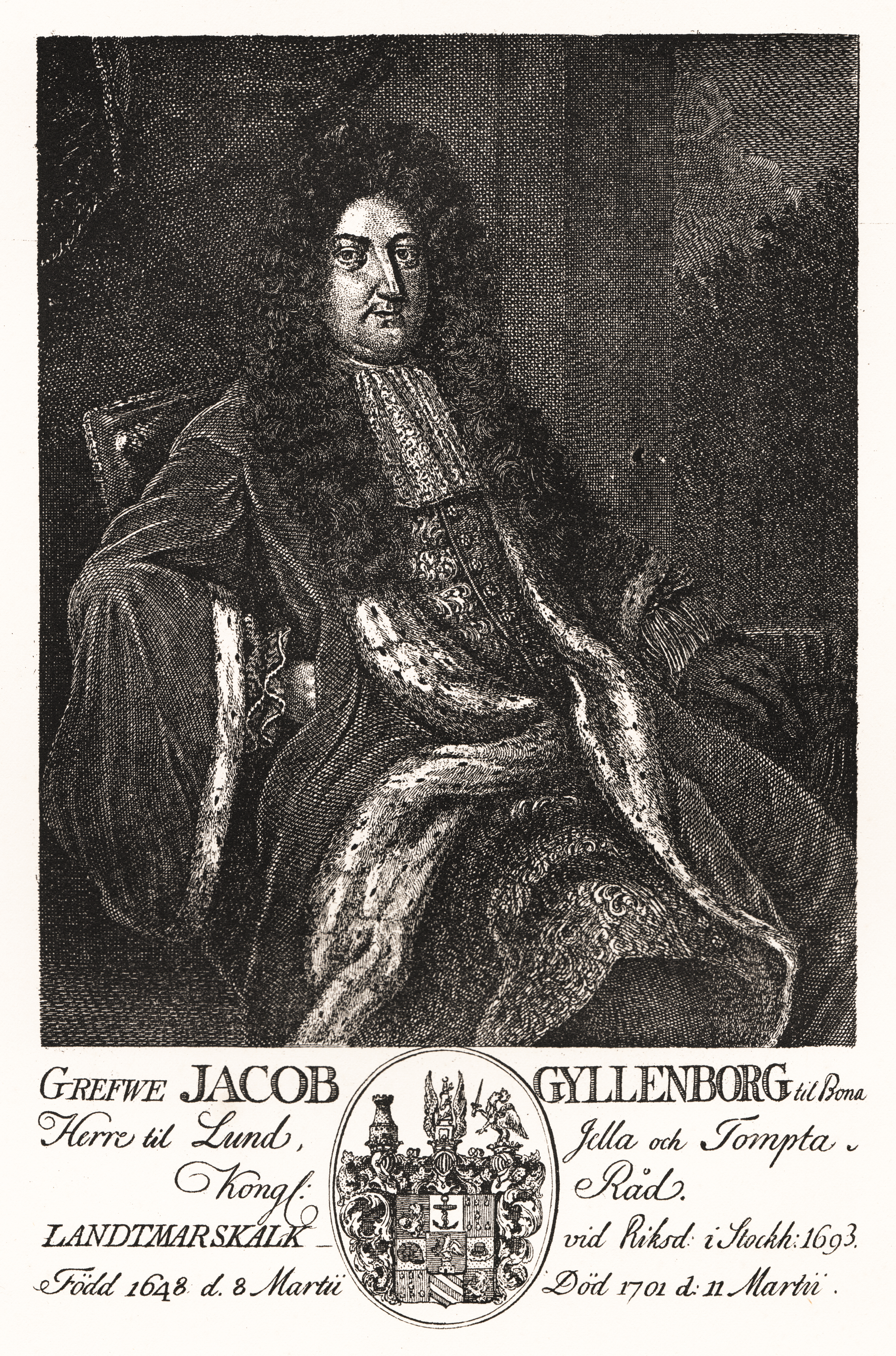
Jakob Gyllenborg. Gravyr av Fredrik Akrel.

Jakob Gyllenborg (före adlandet Wollimhaus), född 7 mars 1648 i Uppsala, död 11 mars 1701 i Stockholm, var en svensk greve i ätten Gyllenborg, riksdagsledamot, lantmarskalk, kungligt råd och landshövding i Uppland 1689–1695.

## Biografi

### Tidiga år
År 1674 blev han kommissarie vid Kammarrevisionen och år 1676 befordrades han till assessor. År 1680 utsågs han på förslag av adeln till ledamot i Reduktionskommissionen och 1681 i Likvidationskommissionen. Dessa uppdrag lämnade han 1682 då han förordnades till Stora kommissionen, där han blev drivande. I sitt arbete fick han stöd av kungen och år 1686 blev han den ledande i sekreta utskottet. 

### Senare år
År 1685 blev han kammarråd och direktör i Likvidationskommissionen. Då Reduktionskommissionen och Reduktionskollegium upplöstes i och med utgången av år 1687, bildades en ny myndighet med fem ledamöter, vars uppgift var att avsluta reduktionen och vilken leddes av Gyllenborg. År 1689 blev han landshövding i Stockholms och Uppsala län, 1693 var han lantmarskalk och 1695 utnämndes han till kungligt råd. 1680 upphöjdes han i adligt, 1689 i friherrligt och 1695 i grevligt stånd. År 1700 blev han ledamot av defensionskommissionen. Gyllenborg är den som vid sidan av kungen själv var mest drivande till att reduktionen kunde genomföras i den omfattning den ändå fick.
Gyllenborg var även intresserad av vitterheten, ett antal av hans dikter utgavs på 1800-talet av Per Hanselli.

## Politiska åsikter
Han var en ivrig anhängare av enväldet och vid 1693 års riksdag yttrade han "ju mera vi öka konungens makt och myndighet, dess lyckligare äro vi själfva och samtlige rikets innebyggare". Beträffande kronans ersättningsanspråk under förmyndarräfsten och reduktionsanspråken försvarade han ganska hårda och långtgående fordringar och han låg bakom flera av de hårdaste besluten. 

## Familj
Jakob Gyllenborg var son till apotekaren i Uppsala Simon Wollimhaus och bror till greve Anders Leijonstedt. Liksom brodern var han måg till Olof Arvidsson Thegner. Hans hustru var friherrinnan Anna Catharina Thegner, dotter till landshövding friherre Olof Thegner och Catharina Gerdes. En av hans söner Gustaf Samuel Gyllenborg blev landshövding i Nylands och Tavastehus län.